# Banjar (Kedungdung)
Banjar is een bestuurslaag in het regentschap Sampang van de provincie Oost-Java, Indonesië. Banjar telt 6201 inwoners (volkstelling 2010).